# Брюль (футбольный клуб)
«Брюль» (нем. Brühl) — швейцарский футбольный клуб, расположенный в городе Санкт-Галлен. Клуб был основан в 1901 году и выиграл чемпионат Швейцарии в далеком 1915 году, что стало единственным достижением клуба за всю историю. С тех пор клуб долгое время путешествовал по низшим футбольным лигам Швейцарии, а в сезоне 2010/11 заслужил повышение в Челлендж-лигу.